# Andrei Pochipov
Andrei Viktorovich Pochipov (tiếng Nga: Андрей Викторович Почипов; sinh ngày 17 tháng 4 năm 1988) là một cầu thủ bóng đá người Nga. Anh thi đấu cho FC Pskov-747.